# Мелитопольское училище культуры
Мелитопольское училище культуры — государственное учебное заведение I уровня аккредитации в городе Мелитополь, готовящее младших специалистов в области хореографии, музыки, декоративно-прикладного искусства, библиотечного дела.

## История

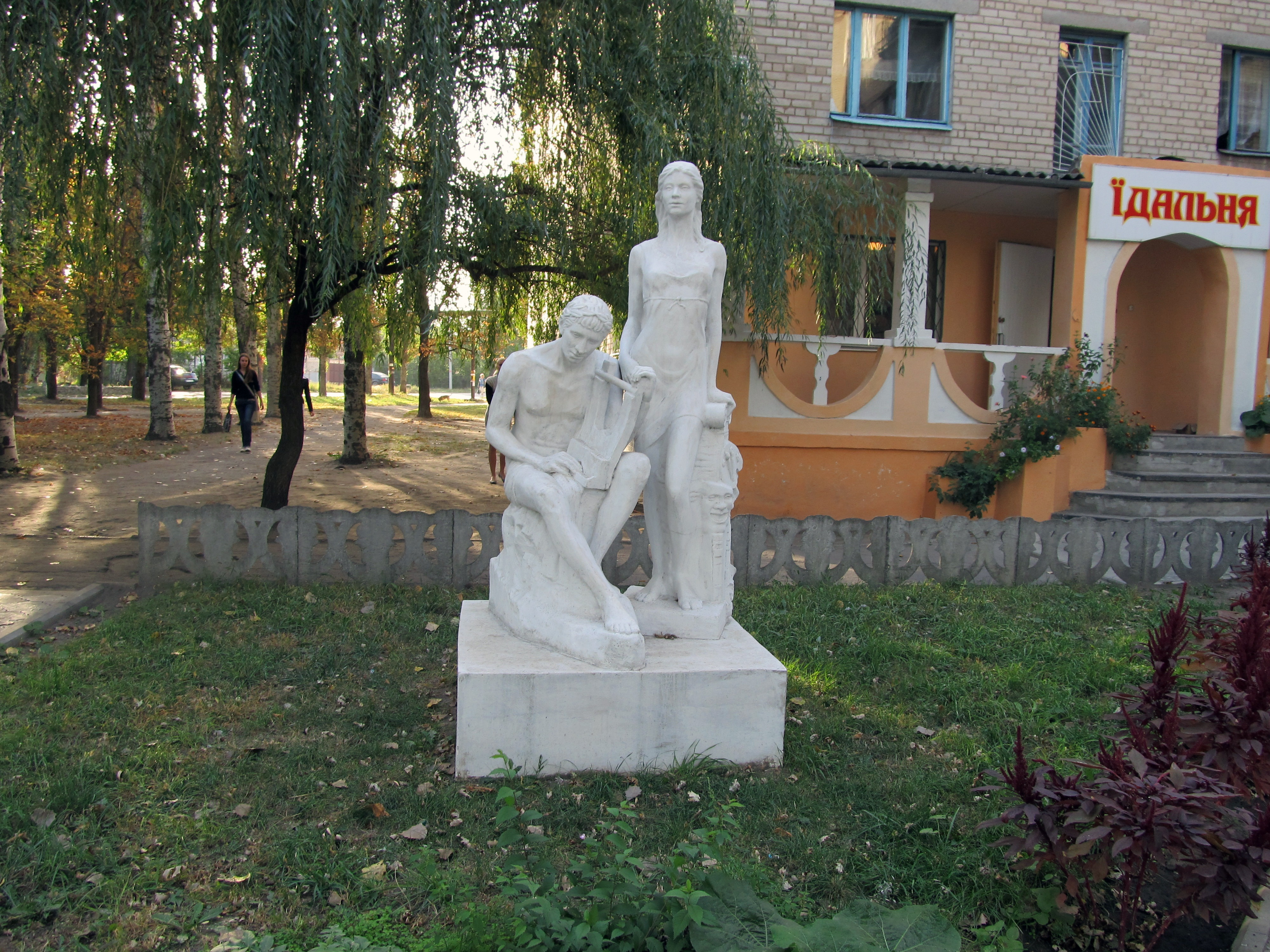
Скульптура возле входа в училище

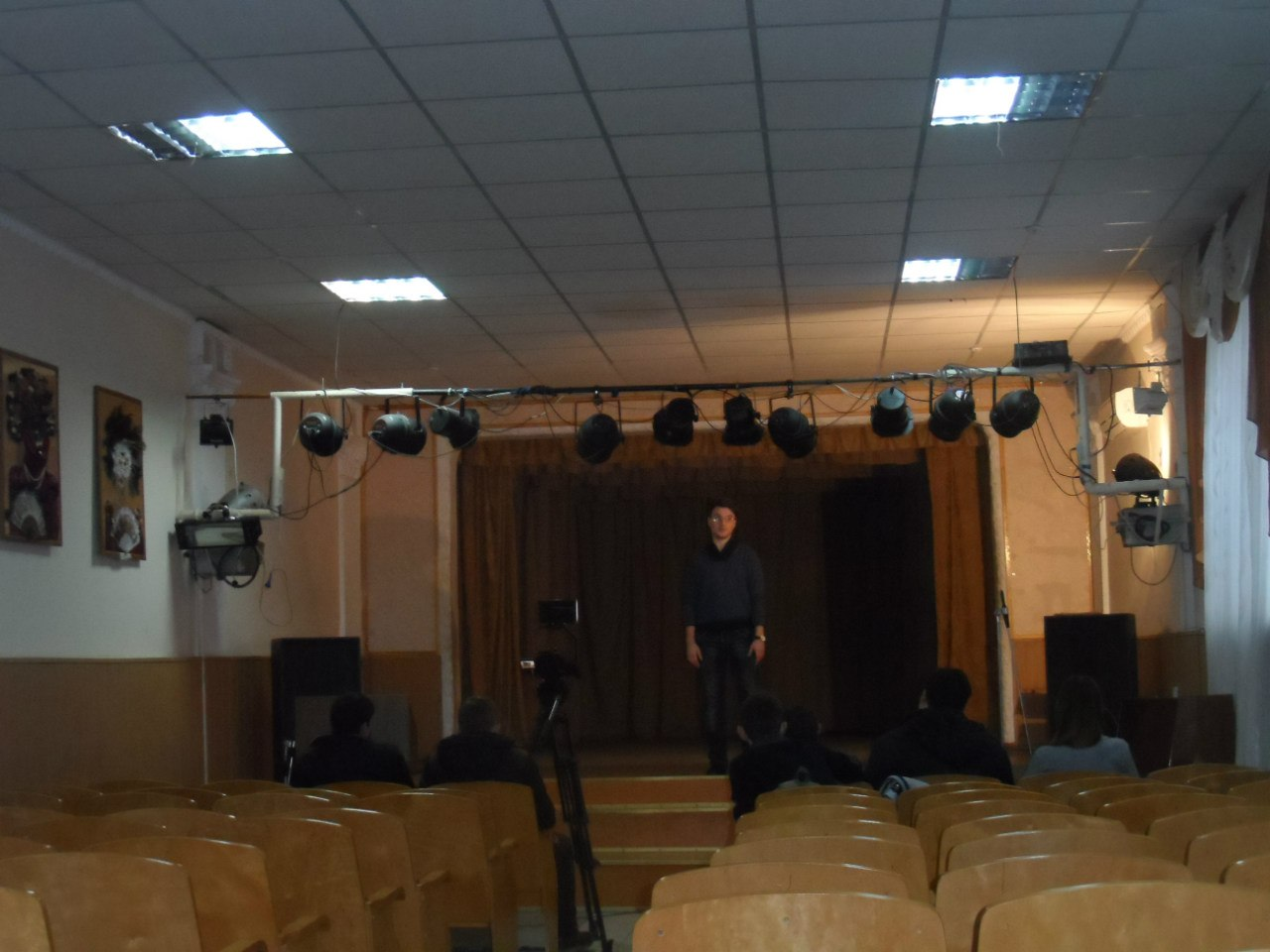
Сцена

- В 1930 году в Запорожье решением правительства УССР был создан техникум коммунистического просвещения.
- В 1932 году техникум был переведён в Мелитополь.
- В 1934 году техникум коммунистического просвещения был реорганизован в библиотечный техникум.[1]
- В годы Великой Отечественной войны работа техникума была приостановлена. Снова техникум открылся 1 сентября 1944 года, как техникум подготовки политико-просветительных работников. В 1947 году он был переименован в техникум подготовки культурно-просветительных работников.[2]
- В 1961 году техникум был реорганизован в культурно-просветительное училище.
- В 1990 году учебное заведение было преобразовано в Мелитопольское училище культуры.[1]

## Культурная деятельность
Училище играет важную роль в культурной жизни города. В нём проводятся музыкальные концерты и художественные выставки,
училище организует ежегодный танцевальный фестиваль «Полет Терпсихоры»
и всеукраинский фестиваль духовой и эстрадной музыки «Таврійські сурми», проводимый раз в 2 года.
Музыкальные и танцевальные ансамбли училища — регулярные участники городских праздников и призёры областных и всеукраинских конкурсов самодеятельности.
В училище работает учебный театр «На Богданці».

## Известные преподаватели
- Леонид Юльевич Шермейстер (род. 1921) — композитор, руководитель хоровой капеллы «Таврия», автор песни «Вечерний Мелитополь», ставшей гимном города[7]
- Гавриил Юрьевич Шульгин — педагог-методист высшей категории, композитор, почётный гражданин Мелитополя[8]
- Юлия Михайловна Чабанова — хормейстер, педагог-методист высшей категории, почётный гражданин Мелитополя, руководитель хоровой капеллы «Таврия» и ансамбля немецкой песни «Эдельвейс»[9]
- Виктор Анатольевич Чмиль (1937—2014) — руководитель хореографического отделения училища, победитель всеукраинских, всесоюзных и международных конкурсов народного танца[10]

## Известные выпускники
- Чериченко Ирина Вячеславовна (род. 1963) — советская и российская актриса, исполнительница главной роли в фильме «Завтра была война»[11].
- Анатолий Сердюк — музыкант, певец, композитор, лауреат художественной премии им. Д. Луценко, заслуженный деятель культуры Украины[12]
- Людмила Козарь — поэтесса, автор сборника стихов на украинском, русском и болгарском языках «Самодива»[13]